# لويس سوريانو
لويس سوريانو هو عداء سريع دومينيكاني، ولد في 8 مارس 1929.

## وصلات خارجية
- لويس سوريانو على موقع أوليمبيديا (الإنجليزية)